# Вест-Вінфілд (Нью-Йорк)
Вест-Вінфілд (англ. West Winfield) — селище (англ. village) в США, в окрузі Геркаймер штату Нью-Йорк. Населення — 733 особи (2020).

## Географія
Вест-Вінфілд розташований за координатами 42°53′2″ пн. ш. 75°11′29″ зх. д. / 42.88389° пн. ш. 75.19139° зх. д. (42.883783, -75.191375).  За даними Бюро перепису населення США в 2010 році селище мало площу 2,36 км², уся площа — суходіл.

## Демографія
Згідно з переписом 2010 року, у селищі мешкало 826 осіб у 360 домогосподарствах у складі 228 родин. Густота населення становила 350 осіб/км².  Було 383 помешкання (162/км²).
Расовий склад населення:
| - 96,7 % — білих - 0,7 % — корінних американців - 0,4 % — азіатів |

До двох чи більше рас належало 1,7 %. Частка іспаномовних становила 2,1 % від усіх жителів.
За віковим діапазоном населення розподілялося таким чином: 21,7 % — особи молодші 18 років, 54,7 % — особи у віці 18—64 років, 23,6 % — особи у віці 65 років та старші. Медіана віку мешканця становила 44,1 року. На 100 осіб жіночої статі у селищі припадало 84,0 чоловіків;  на 100 жінок у віці від 18 років та старших — 81,2 чоловіків також старших 18 років.
Середній дохід на одне домашнє господарство  становив 58 712 долари США (медіана — 55 000), а середній дохід на одну сім'ю — 72 414 долари (медіана — 72 717). Медіана доходів становила 56 563 долари для чоловіків та 36 458 доларів для жінок. За межею бідності перебувало 11,7 % осіб, у тому числі 20,6 % дітей у віці до 18 років та 7,5 % осіб у віці 65 років та старших.
Цивільне працевлаштоване населення становило 366 осіб. Основні галузі зайнятості: освіта, охорона здоров'я та соціальна допомога — 31,1 %, виробництво — 12,3 %, будівництво — 10,9 %, роздрібна торгівля — 10,7 %.